# PzKpfw II Ausf D und E (Sd.Kfz. 121)
Het Duitse pantservoertuig Panzerkampfwagen II uitvoering D en E, ook bekend als PzKpfw II Ausf D und E (Sd.Kfz. 121), was een lichte, snelle tank voor achtervolgings- en verkenningsdoeleinden gebruikt door het leger van nazi-Duitsland tijdens de Tweede Wereldoorlog. Hierdoor werd hij ook bekend als de "Schnellkampfwagen".

## Achtergrond
Het Duitse pantservoertuig Panzerkampfwagen II uitvoering D en E werd ontwikkeld voor de Duitse cavalerie als een lichte, snelle tank voor achtervolgings- en verkenningsdoeleinden. Het had een maximale snelheid van 55 km/h in plaats van de normale 40 km/h. Het omhulsel, bovenstructuur en wielophanging van deze reeks was totaal anders dan de voorgaande Panzerkampfwagen II-modellen, doch de geschutskoepel bleef identiek. De tank is duidelijk herkenbaar aan het rechtopstaand deel met twee aparte kijkgaten aan de voorzijde van de bovenstructuur (één voor de bestuurder, een voor de radio-operator). Met deze reeks werd voor de eerste maal gebruikgemaakt van een torsie-ophanging en de Variorex VG 102128, een halfautomatische transmissie van Maybach. De Ausf D en E heeft vier grote, dubbele opgezette wielen, die ook fungeerden als terugloopwielen, in plaats van de vijf enkel-opgezette wielen en vier terugloopwielen bij de voorgaande PzKpfw II versies. Het verschil tussen Ausf D en Ausf E was dat de dubbele rupsbandgeleiders en droge rupsbandscharnieren bij uitvoering D werden vervangen door een centrale rupsbandgeleider en gesmeerde rupsbandscharnieren bij uitvoering E (inclusief aanpassingen aan de bumpers, wielen en bovenophanging).

## Dienstjaren
De drieënveertig stuks PzKpfw II uitvoering D und E werden ingedeeld in de tankafdelingen van de Leichte Divisionen en zijn tijdens de Poolse Veldtocht van september 1939 ingezet aan het front. Wegens hun slechte bestuurbaarheid en wendbaarheid op zwaar terrein werden de PzKpfw II Ausf D und E (Sd.Kfz. 121) in maart 1940 teruggetrokken uit de 7e en 8e Pantserdivisies en omgevormd tot de vlammenwerper PzKpfw II Flamm Ausf A und B (Sd.Kfz. 122) en later tot de tankjager Pz Sf I für 7,62cm PaK36(r), (Marder II).